# Oscar Sala
Oscar Sala (Milán, 26 de marzo de 1922 - São Paulo, 2 de enero de 2010) fue un físico nuclear ítalo-brasileño, profesor emérito del instituto de física de la Universidad de São Paulo.

## Biografía
Se graduó en Física en 1943 en la Universidad de São Paulo (USP). El departamento de física de la facultad de filosofía, ciencias y letras fue creado por dos científicos italianos: Gleb Wataghin y Giuseppe Occhialini, el cual se especializó en el estudio de la radiación cósmica. Sala fue contemporáneo de una generación de brillantes físicos brasileños tales como César Lattes, José Leite Lopes, Mário Schenberg, Roberto Salmeron, Marcelo Damy de Souza Santos y Jayme Tiomno. Como estudiante, Oscar Sala comenzó su trabajo investigativo con este grupo. En 1945, Sala publicó con Gleb Wataghin un artículo sobre la penetración de partículas nucleares.
Tras su graduación, fue contratado como profesor asistente de física general y experimental, liderada por el profesor Marcelo Damy de Souza Santos. Se ha mantenido desde entonces como científico y profesor en la USP, la cual más tarde se transformaría en el instituto de física de la USP. En este nuevo instituto, Sala asumió como jefe del departamento de física nuclear (en los periodos 1970-1979 y 1983-1987).
Em 1946, Oscar Sala recibió una beca de estudios de la fundación Rockefeller y fue a estudiar a Estados Unidos, primero en la Universidad de Illinois y luego, en 1948, en la Universidad de Wisconsin. Allá participó en el desarrollo de aceleradores electrostáticos usados en el estudio de la física nuclear, primer equipamiento en usar pulsos de rayos para el estudio de las reacciones nucleares con neutrones rápidos. Tras su retorno a Brasil, Sala fue el responsable de la instalación y coordinación de las investigaciones basadas en los grandes generadores electrostáticos de Van de Graaff. Más tarde, contribuyó en la construcción de un peletrón en la USP, el primero en América Latina.
El profesor Oscar Sala fue miembro de la dirección de la academia brasileña de ciencias entre 1981 y 1993, asumiendo el cargo de presidente en el último trienio. En 1988 fue elegido miembro de la academia estadounidense de las artes y las ciencias